# Fernando Bindi
Fernando Bindi (* 1938 in Acquaviva) ist ein san-marinesischer Politiker.
Nach dem Abitur im Jahr 1957 absolvierte er ein geisteswissenschaftliches Studium an der Universität Bologna. Nach dem Abschluss studierte er Bibliothekswissenschaften. Von der Universität Urbino erhielt er ein Diplom in Philosophie mit Auszeichnung. Er wurde 1966 Lehrer an der Mittelschule (scuola media). Von 1972 bis zu seiner Pensionierung 1999 unterrichtete er Geschichte und Philosophie am Gymnasium.
Fernando Bindi war Mitglied des Partito Democratico Cristiano Sammarinese (PDCS). 1993 gehörte er zu den Gründern der Alleanza Popolare (AP). Dem san-marinesischen Parlament, dem Consiglio Grande e Generale, gehörte er von 1964 bis 1969 und von 1978 bis 2008 an.
Von 1986 bis 1988 war er Minister für Territorium (Deputato per il Territorio, l’Ambiente, l’Agricultura e i Rapporti con A.A.S.P.) in der Koalitionsregierung von Christdemokraten (PDCS) und Kommunisten (PCS). Nach den Parlamentswahlen 1988 wurde die Zusammenarbeit von PDCS und PCS fortgesetzt. Bindi blieb Minister für Territorium, trat jedoch am 20. Februar 1990 zurück. Im kurzlebigen 30. Kabinett war er vom 25. Juni bis 16. Dezember 2002 Arbeitsminister (Segretario di Stato per il Lavoro e la Cooperazione).
Nach der Parlamentswahl vom Juni 2006 wurde Bindi Fraktionsvorsitzender der AP. Er war Mitglied des Untersuchungsausschusses zur Kasinoaffäre. Im Dezember 2007 wurde er zum Sindaco di Governo gewählt. Nachdem sich die AP dem PDCS angenähert hatte, legte Bindi im Juni 2008 den Fraktionsvorsitz nieder und trat im August aus der Partei aus.